# Monroe (Louisiane)
Pour les articles homonymes, voir Monroe.
Monroe est une ville de l'État américain de la Louisiane, située dans la paroisse d'Ouachita, dont elle est le siège. Selon le recensement de 2000, sa population est de 53 107 habitants, ce qui en fait la huitième plus grande ville de la Louisiane. Le 1er juillet 2007, United States Census Bureau estimation estime la population à 54 208. Elle est la principale ville de la région métropolitaine de Monroe, qui comprend les paroisses de Ouachita et de l'Union. 
Monroe et la ville voisine de West Monroe (pop. 13 250), qui se trouve juste en face de la rivière Ouachita, sont souvent désignés comme les villes jumelles de nord-est de la Louisiane.

## Histoire
Son nom vient de James Monroe, le cinquième président des États-Unis et, avec Robert Livingston, un des négociateurs de l'achat de la Louisiane de 1803 en France. 
Pendant la guerre de Sécession, à Monroe et à Opelousas, ont été mis en place des camps d'entraînement des Confédérés. Après la chute de La Nouvelle-Orléans à l'Union en 1862, les conscrits sont envoyés dans les deux camps. 
En 1862, Monroe et Delhi étaient surpeuplés de réfugiés indésirables des zones rurales de l'est lorsque les forces du général américain Grant ont déménagé dans le nord de la Louisiane et passèrent l'hiver de 1862-1863, au sud de Newellton, pour la préparation du siège de Vicksburg, Mississippi, terminé le 4 juillet 1863. L'historien John Winters a déclaré concernant la population de Monroe « forte sympathie à l'Union ». Au fur et à mesure que les réfugiés se déplaçaient plus à l'ouest, de nombreux habitants indigènes, eux-mêmes très pauvres, ont refusé de vendre leur nourriture ou un abri et les ont traités avec mépris. 
Les navires de l'Union ont monté la rivière Ouachita à Monroe pour le commerce du café, des boissons alcoolisées, les marchandises sèches, et de l'argent pour le coton. John Winters a écrit dans La Guerre civile en Louisiane que « des officiers confédérés ont été accusés par un citoyen de fraterniser avec l'ennemi, en mangeant leurs huîtres, et boire leur alcool ». Comme la guerre continuait, Winters a indiqué que les déserteurs à Monroe étaient devenus tellement nombreux qu'un détachement spécial a été envoyé d'Alexandrie pour les appréhender.

## Démographie
| Groupe            | Monroe | Louisiane | États-Unis |
| ----------------- | ------ | --------- | ---------- |
| Afro-Américains   | 63,9   | 32,0      | 12,6       |
| Blancs            | 33,4   | 62,7      | 72,4       |
| Asiatiques        | 1,1    | 1,6       | 4,8        |
| Métis             | 1,1    | 1,6       | 2,9        |
| Autres            | 0,4    | 1,6       | 6,4        |
| Amérindiens       | 0,2    | 0,7       | 0,9        |
| Total             | 100    | 100       | 100        |
|                   |        |           |            |
| Latino-Américains | 1,2    | 4,3       | 16,7       |

Selon l’American Community Survey, pour la période 2011-2015, 97,55 % de la population âgée de plus de 5 ans déclare parler anglais à la maison, alors que 1,13 % déclare parler l'espagnol et 1,33 % une autre langue.

## Transport
Monroe a été le siège de Delta Airlines vers 1920. L'aéroport régional de Monroe dessert la ville. L'aéroport dispose de trois pistes principales et est desservi par Delta, American, et Continental Airlines.
Greyhound Bus Lines assure la liaison routière de Monroe à de nombreuses villes à travers le pays. La ville de Monroe a également le plus ancien tramways du pays, il appartient à la municipalité. Créée en 1906, maintenant le tramways possède 13 lignes, couvrant la plupart des quartiers de la ville.
Monroe est accessible depuis les autoroutes: I-20, US Highway 165, LA autoroute 15, US Highway 80, et je-420.
Monroe a deux chemins de fer principaux : Kansas City Southern Railway qui va d'est en ouest et  Union Pacific du Nord au Sud.

## Culture
Le Monroe Civic Center, qui a de multiples complexes. Le complexe principal est le centre Civic Arena. Cette scène donne 44 000 pieds carrés (4 100 m2) d'espace d'exposition avec 5 600 places. La scène peut avoir de plus grandes capacités jusqu'à 7 200 places. Elle reçoit des événements tels que des banquets, les cirques et rodéos. Le centre civique possède également des salles de conférence Robinson, Monroe Convention Center, le pavillon équestres, et la WL "Jack" Howard Théâtre.
Monroe possède des jardins publics avec la flore de Louisiane et le zoo, qui maintiennent collectivement plus de 500 animaux. Le zoo offre également des promenades en bateau et une passerelle en plus d'autres activités saisonnières.
La zone Monroe abrite plusieurs musées dont le Musée du Nord-Louisiana Children's, Le Musée Biedenharn et Jardins, l'aviation militaire, le Musée des Arts Masur, et la Northeast Louisiana Delta afro-américaine Heritage Museum.
Monroe est le foyer de la Louisiane Motor Speedway, situé près de l'Interstate 20, et Twin City Dragway.